# شرالی (اوش)
شرالی (به لاتین: Sheraly) یک منطقهٔ مسکونی در قرقیزستان است که در استان اوش واقع شده‌است. شرالی ۵٬۲۰۰ نفر جمعیت دارد.